# M103 중전차
M103 중전차는 냉전 시기 미육군과 미국 해병대에서 운용한 중전차이다. 1944년에 설계된 T29 중전차 연구를 바탕으로 소련의 IS-3 중전차에 대항하기 위해 제작되었다.
1945년 소련에서 IS-3 중전차가 생산되자 1948년 미국은 이에 대항하기 위해 서둘러 연구를 시작하였다. IS-3은 당시 중전차에서는 빠른 속도인 38km/h를 자랑했다. 이에 대항하기 위해 M103의 기동력을 향상시키기 위해 T97E2 현가장치를 사용했고 860마력의 엔진을 장착했다. 그 결과는 37km/h 정도로 약간 부족하였으나 가속력은 좋은 편이었다.또한 대형 유선형 포탑을 장착하였으며 120mm 강선포를 장착해 화력도 상당히 좋은 편이었다.
한국전쟁이 발발하자 1952년 미국은 200대를 생산하였으나 실제로 투입되지는 않았다. 그러나 이 연구는 나중에 M103을 대체할 T57 중전차 개발에 넘어갔다.